# مجموعة (نوع بيانات مجرد)
في علوم الحاسوب، تعد المجموعة (بالإنجليزية: Set)‏ نوع بيانات تجريدية يمكنها تخزين القيم الفريدة، دون أي ترتيب معين. هو تطبيق حاسوبي للمفهوم الرياضي لمجموعة منتهية. على عكس معظم أنواع التجميعات الأخرى، بدلاً من ارجاع عنصر معين من مجموعة، عادة ما نختبر قيمة العضوية في مجموعة.
بعض تراكيب البيانات مصمم للمجموعات الثابتة أو المجمدة التي لا تتغير بعد إنشائها. تسمح المجموعات الثابتة بعمليات الاستعلام query عن عناصرها فقط - مثل التحقق من وجود قيمة معينة في المجموعة، أو تعداد القيم في ترتيب عشوائي. متغيرات أخرى، تسمى مجموعات ديناميكية أو قابلة للتغيير، تسمح أيضًا بإدراج وحذف العناصر من المجموعة.
تعد المجموعة المتعددة (بالإنجليزية: multiset)‏ نوعًا خاصًا من هذه المجموعة حيث يمكن للعنصر أن يظهر عدة مرات.